# 寶登興業
寶登興業株式会社（日语：／*/?）是埼玉縣長瀞町宝登山的一家索道公司，且是秩父本線及秩父鐵道的子公司。

## 鐵道路线

### 寶登山索道
- 路线距离（運營里程（日语：営業キロ））:831.65公尺
- 方法：4线往復式索道
- 站数：2站（包括起終點站）
  - 寶登山麓站－寶登山頂站
- 高低差：236.325公尺
- 運載能力：400人/小时
- 運行速度：半自动 每秒3. 6公尺
- 運行間隔：30分钟

## 票价
| 大人 | 單程480円往返820円 |
| 小孩 | 單程240円往返410円 |

## 吊厢
線路使用的吊厢是日本車輛製造於1960年生产的「猴子」（もんきー）和「鹿」（ばんび），塗裝分別黄色和棕色，且與秩父鐵道车辆颜色相同。

## 外部連結
- 秩父鐵道（页面存档备份，存于）
- 寶登山纜车 （页面存档备份，存于）